# SMS Bayern (1915)
SMS Bayern był niemieckim pancernikiem typu Bayern służącym w Kaiserliche Marine, który został zwodowany w 1915 i wszedł do służby w 1916. Jego głównym uzbrojenie stanowiło 8 dział 380 mm umieszczonych w 4 wieżach.
Okręt wszedł na minę podczas operacji Albion w Zatoce Ryskiej 12 października 1917. Dalsza kariera przebiegała bez pamiętnych wydarzeń (Niemcy pod koniec I wojny światowej zrezygnowały z szerokiego używania ciężkich okrętów kładąc nacisk na okręty podwodne).
Pancernik został samozatopiony w Scapa Flow 21 czerwca 1919. We wrześniu 1934 został podniesiony z dna przez firmę ratowniczą Metal Industries of Charlestown i złomowany. Jego cztery wieże artylerii głównej zostały oddzielone od kadłuba w czasie operacji podnoszenia z dna i pozostają nadal na dnie Scapa Flow.